# Кришьяни
Кришьяни (латыш. Krišjāņi) — населённый пункт в Балвском крае Латвии. Административный центр Кришьянской волости. Расположен на реке Тылжа. Расстояние до города Балвы составляет около 54 км. По данным на 2003 год, в населённом пункте проживало 156 человек.

## История
В советское время населённый пункт был центром Кришьяньского сельсовета Балвского района. В селе располагался колхоз «Кришьяни».
В селе имеется католическая церковь.